# 霍费尔德
霍费尔德（德語：Hoffeld）是德国莱茵兰-普法尔茨州的一个市镇。总面积5.15平方公里，总人口303人（2023年12月31日），人口密度59人/平方公里。